# Volailles du Forez
Les volailles du Forez sont un élevage traditionnel dans cette partie de l'Auvergne-Rhône-Alpes. Leurs qualités sont certifiés par une IGP européenne.

## Présentation
Les volailles du Forez, sont reconnues dans le cadre européen comme Indication géographique protégée, label dont la dernière mise à jour est datée du 21 mars 2018. Cette IGP, placée sous la garantie de l'INAO, couvre les viandes et abats frais de cette volaille.
Certaines clauses du cahier des charges de l'IGP peuvent faire l'objet d'une suspension temporaire pour des motifs sanitaires, comme en novembre 2023 afin de lutter contre la propagation du virus influenza aviaire hautement pathogène (IAHP).

## Historique
Au cours du XIXe siècle, les volailles élevées dans les fermes de la région forézienne subirent une pré-sélection qui mis en exergue la race cou-nu blanche dite dès lors commercialisée dans plusieurs foires et marchés régionaux sous le nom volaille du Forez. Il est à souligner que « la race cou-nu du Forez a servi de base à la création des souches cou-nu actuelles », en France.
Traditionnellement ces volailles sont élevées dans les départements de la Loire (325 communes), du Puy-de-Dôme (233 communes), de la Haute-Loire (125 communes) et de la Saône-et-Loire (55 communes) soit en tout 738 communes.

## Description
Abattues à un âge proche de la maturité sexuelle, ces volailles à chair ferme présentant des qualités organoleptiques supérieures. « Elles sont et présentées en frais ou surgelé, entier (prêt à cuire, éviscéré sans abats, effilé) ou en découpe. ».